# 疏散星团

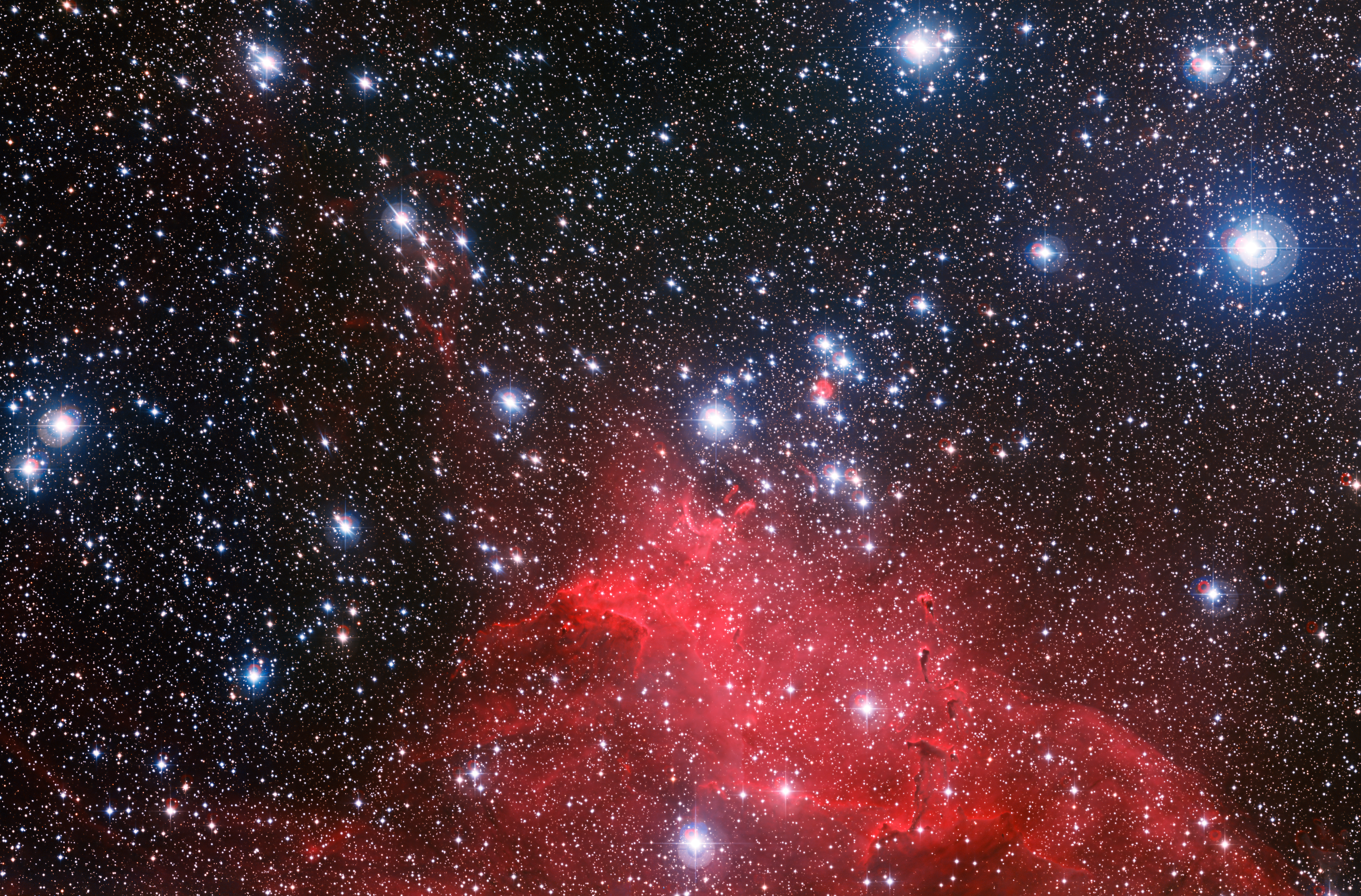
星團NGC 3572及其周圍。

疏散星團，也稱為銀河星團，是由同一個巨分子雲中的數百顆至數千顆恆星形成的集團。在銀河系中發現的疏散星團已經超過1,100個，並且被認為還存在更多。它們環繞著銀河中心運轉時，只靠著微弱的引力吸引維繫在一起，並且很容易因為與其它集團或氣體雲的近距離接觸而瓦解。疏散星團的壽命通常只有幾億年，但少數質量特別大的可以存活數十億年。相較之下，質量更大的球狀星團，擁有更多的恆星，成員彼此間的引力極為強大，可以存活的時間也更長。只有在星系的螺旋臂和不規則星系能發現疏散星團，它們只存在於恆星形成活躍區。
年輕的疏散星團可能仍然在它們形成的分子雲中，照亮它們在分子雲內創造出來的H II區。隨著時間推移，來自星團的輻射壓會將分子雲吹散。通常情況下，在輻射壓將氣體驅散之前，大約有10%質量的氣體能凝聚形成恆星。
疏散星團是研究恆星演化的關鍵天體。因為集團中的恆星成員年齡和化學成分都相仿，它們的特性（像是距離、年齡、金屬量和消光）也比單獨的恆星容易測量。有些疏散星團，像是昴宿星團、畢宿星團或英仙α星團，都可以用裸眼直接看見。還有一些，例如雙星團，則幾乎不用儀器也可以察覺它們的存在，而使用雙筒望遠鏡或光學望遠鏡還可以看見更多，M11就是個例子。

## 观测史

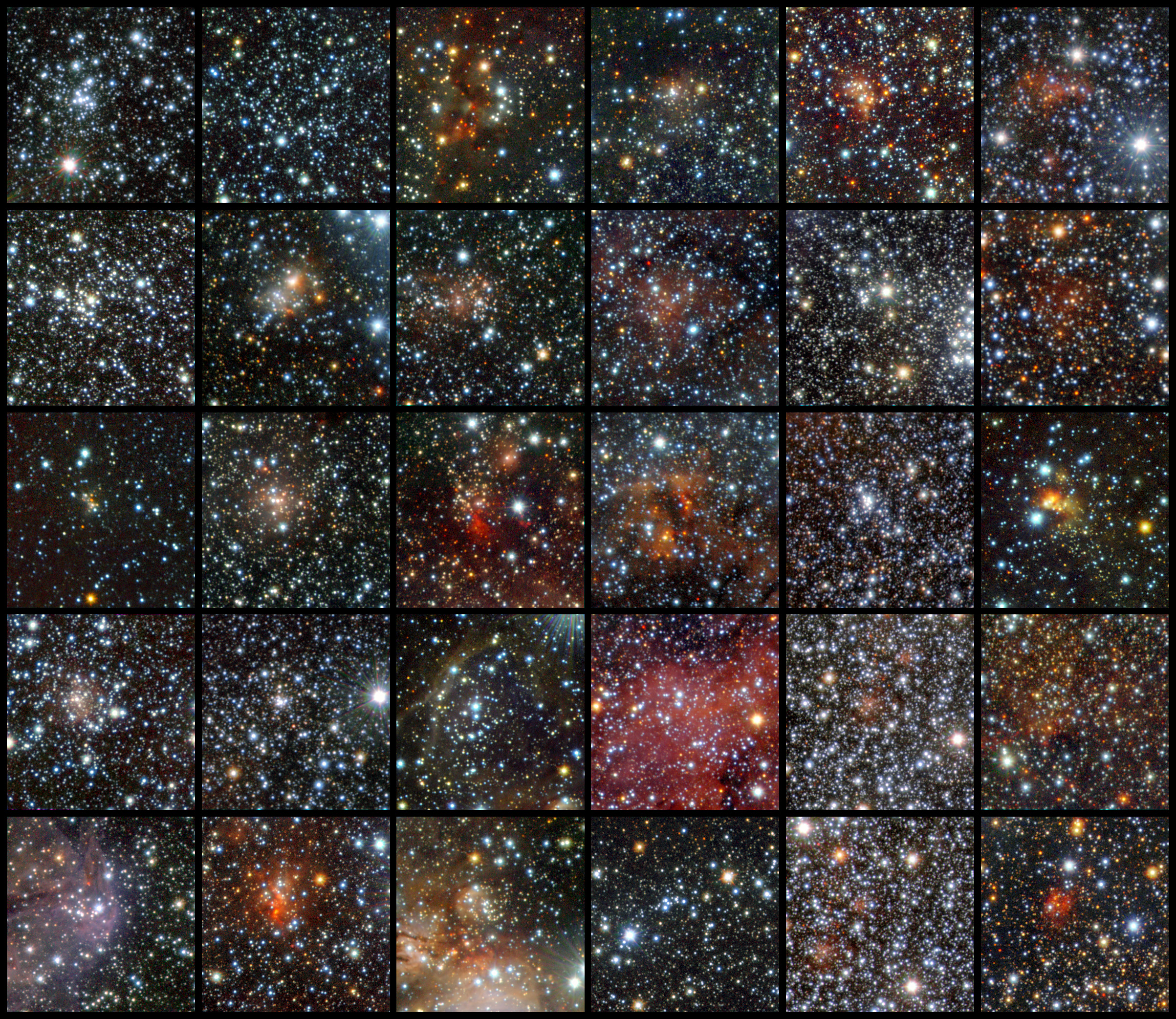
從可見光和紅外巡天望遠鏡（VISTA）的資料中發現的30個疏散星團的馬賽克。這些疏散星團被隱藏在銀河系的灰塵中。ESO創建。

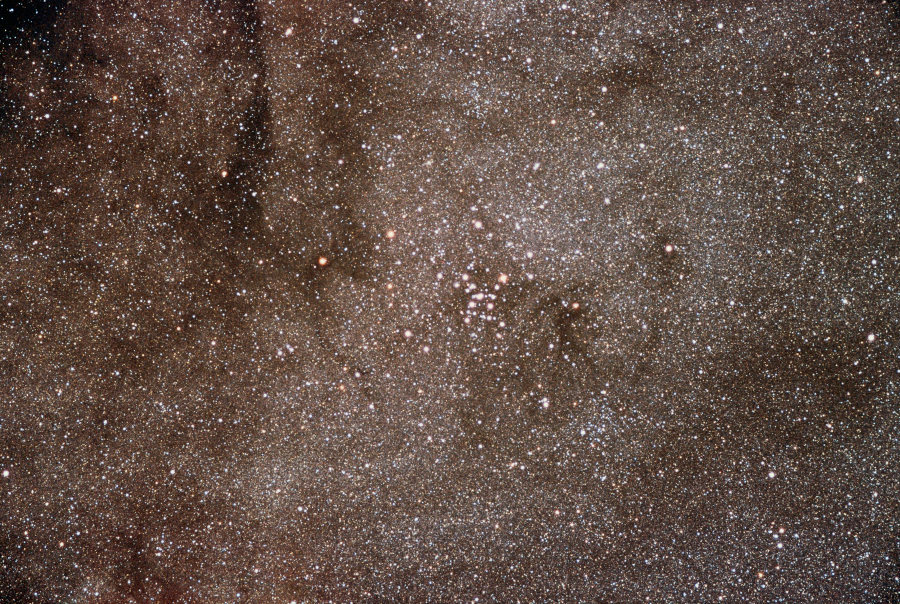
托勒密星团（M7）的年龄约为两亿年，托勒密在公元130年对其进行了观测

著名的疏散星團，昴宿星團，自古以來就被認為是一個星群，而畢宿星團構成最古老的星座，金牛座的一部分。其它的疏散星團則被早期的天文學家視為不能解析的模糊光斑。羅馬天文學家托勒密提到蜂巢星團、英仙座的雙星團、和托勒密星團；波斯天文學家阿·蘇菲寫道船帆座ο星團。但是，等到望遠鏡發明之後，才解析出這些星雲是恆星組成的星團。事實上，約翰·拜耳在1603年將這三個星團都視為一顆恆星，給了恆星的名稱。

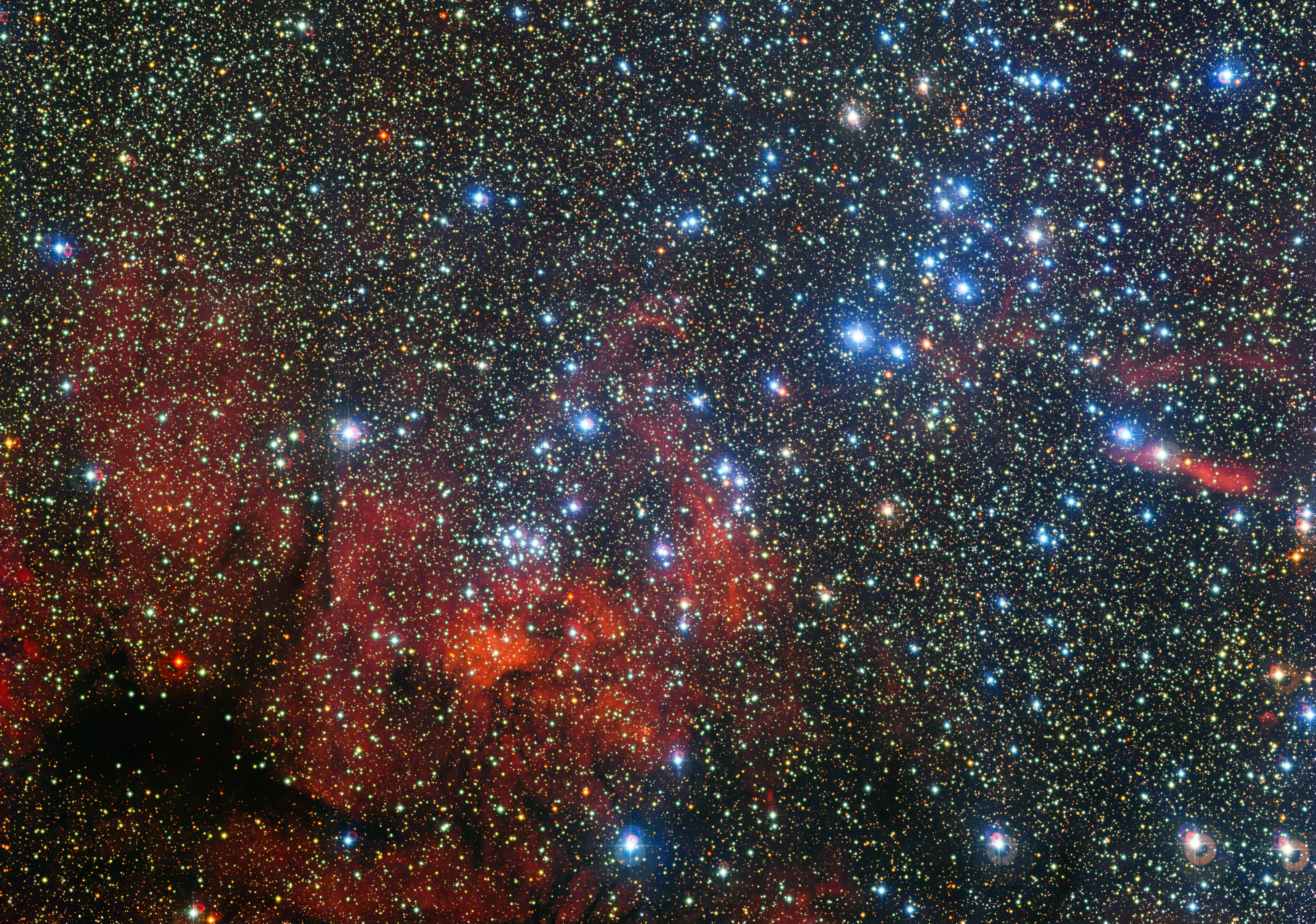
色彩豐富的星團NGC 3590。

第一位使用望遠鏡觀察和記錄夜空的人是義大利天文學家伽利略，時為1609年。當他將望遠鏡朝向托勒密所記錄的一些模糊不清的光斑時，他發現它們不是一顆恆星，而是很多恆星的集團。對蜂巢星團，他發現有超過40顆的恆星；以前認為只有6-7顆恆星的昴宿星團，幾乎有50顆恆星。他於1610的著作星際信使中寫道："銀河除了無以計數的恆星聚集成集團之外，甚麼都沒有。"。受到伽利略工作的影響，西西里的天文學家喬瓦尼·巴蒂斯塔·奧迪耶納可能是第一位使用望遠鏡來尋找以前未被發現的疏散星團的天文學家。在1654年，他已經確認了現在稱為M41、M47、NGC 2362、和NGC 2451等天體。
早在1767年，人們就發現恆星與星團之間存在著關聯性，英國的博物學家兼牧師約翰·米歇爾（John Michell）計算出即使是像昴宿星團這樣的恆星星團，能與地球對齊而被觀察到的機率只有1/496,000。在1774年至1781年間，法國天文學家梅西耶出版，收集了模糊不清類似彗星的天體目錄，其中就包含了26個疏散星團。在1790年代，英國天文學家威廉·赫歇爾開始廣泛的研究這些模糊不清的天體，他發現其中有許多可以分解成為由一顆顆恆星組成的集團。赫歇爾認為恆星最初是分散在太空中，但後來因為引力的作用而聚集在一起。他將這些雲氣分為八類，其中的六到第八類就是星團。

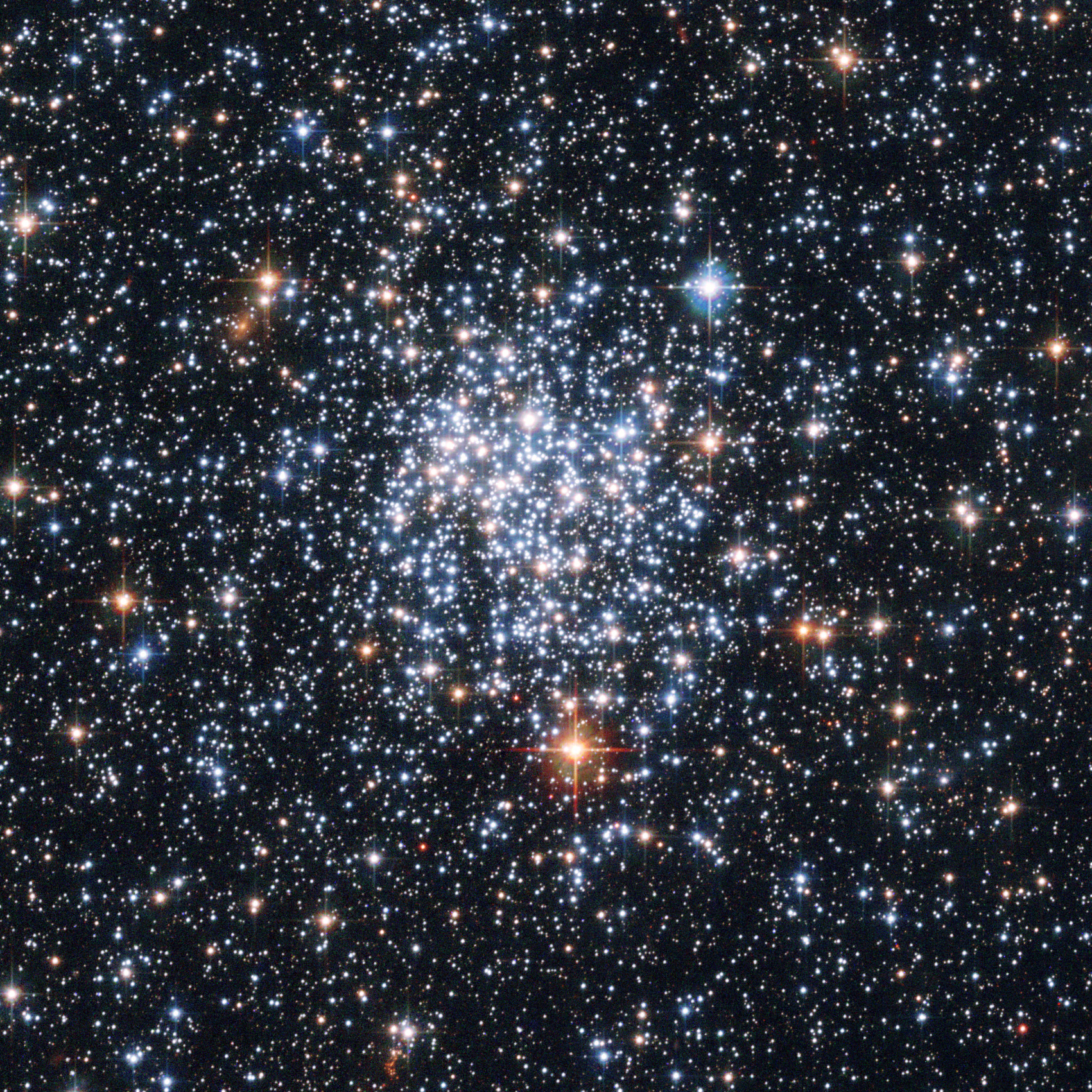
NGC 265是在小麥哲倫星系的一個星團。

在天文學家的努力下，已知的星團數目繼續增加。數以百計的疏散星團被列在由丹麥天文學家約翰·路易·埃米爾·德雷耳於1888年首度出版的新一般目錄，並在1896年和1905年發表兩個補充的索引星表。望遠鏡的觀測顯示有兩種不同類型的集團，其中一種包含數以千顆的恆星，在天空的各處成規律的球狀，並差別式的朝向銀河系的中心。另一種包含疏疏落落的恆星，成不規則的形狀，通常被發現在銀河系的銀河平面附近。天文學家稱前者為球狀星團，後者是疏散星團。因為它們的位置，疏散星團有時也被稱為銀河星團；這是瑞士籍的美國天文學家羅伯特·朱利斯·特朗普勒提出的術語。
早在1877年，德國天文學家愛德華·舍恩菲爾德就以測微計測量星團中的恆星位置，美國天文學家愛德華·愛默生·巴納德在1923年過世前，進一步的追蹤這些恆星，但沒有檢測到這些恆星有移動的跡象。然而，荷蘭裔的美國天文學家范瑪倫比較不同時期拍攝的昴宿星團乾片，測量出了這些恆星的自行。當天文測量變得更精確時，發現恆星集團通過太空的共同自行。經由比較在1918年和1943年拍攝的昴宿星團乾片，范瑪倫可以確定那些恆星的自行與星團成員的平均自行相似，因此更容易確認成員。光譜測量顯示共同的徑向速度，從而顯示屬於集團中的恆星，可以將之束縛在一起成為一個星團。
在1911年，埃納·赫茨普龍發表了昴宿星團和畢宿星團的第一份色-光圖。在後續的20年內，他繼續進行這項疏散星團的測量工作，使他可以估計這些星團個別的總質量不會超過數百顆太陽的質量。他展現出恆星的大小和顏色的關聯性，並且在1929年注意到蜂巢星團、畢宿星團和昴宿星團有不同的恆星族群分布關係。隨後，這被解釋為這三個星團在年齡上的差異。

## 形成

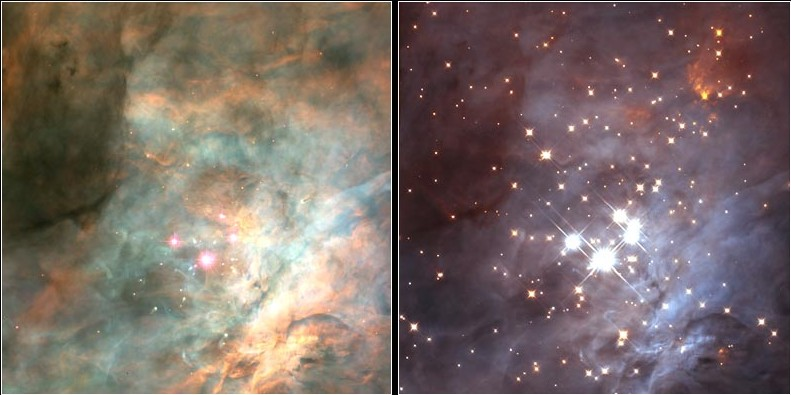
紅外線揭示密集的星團形成了獵戶座大星雲的核心。

包含成千上萬太陽質量的巨分子雲，其中一部分的冷氣體和塵埃坍塌是疏散團形成的開端。這些雲氣的密度變化從每cm3102到106顆中性氫分子，而恆星的形成發生在分子密度高於每cm3104分子之處。通常的情況下，只有1–10%體積的部分密度是高於後著的值。在塌縮之前，這些雲氣通過力學、磁場、湍流和旋轉保持平衡。
許多因素可能破壞巨分子雲的平衡，觸發崩潰和啟動恆星形成的爆炸，其結果是疏散星團的誕生。這些因素包括附近的超新星，或與其他雲氣間的引力相互作用的碰撞激波。甚至無須外部的觸發，雲氣的某些部份就可以達到所需的條件，使得它們變得不穩定而引起崩塌。崩塌的區域會被割成許多小塊的集團，包括特別密集而被稱為紅外暗雲的團塊，最終會形成數千顆的恆星。這些開始形成的恆星隱藏於星雲之中，雖然可見光受到阻擋，但可以透過紅外線來觀察。在銀河系，估計疏散星團的形成率是每數千年一個。

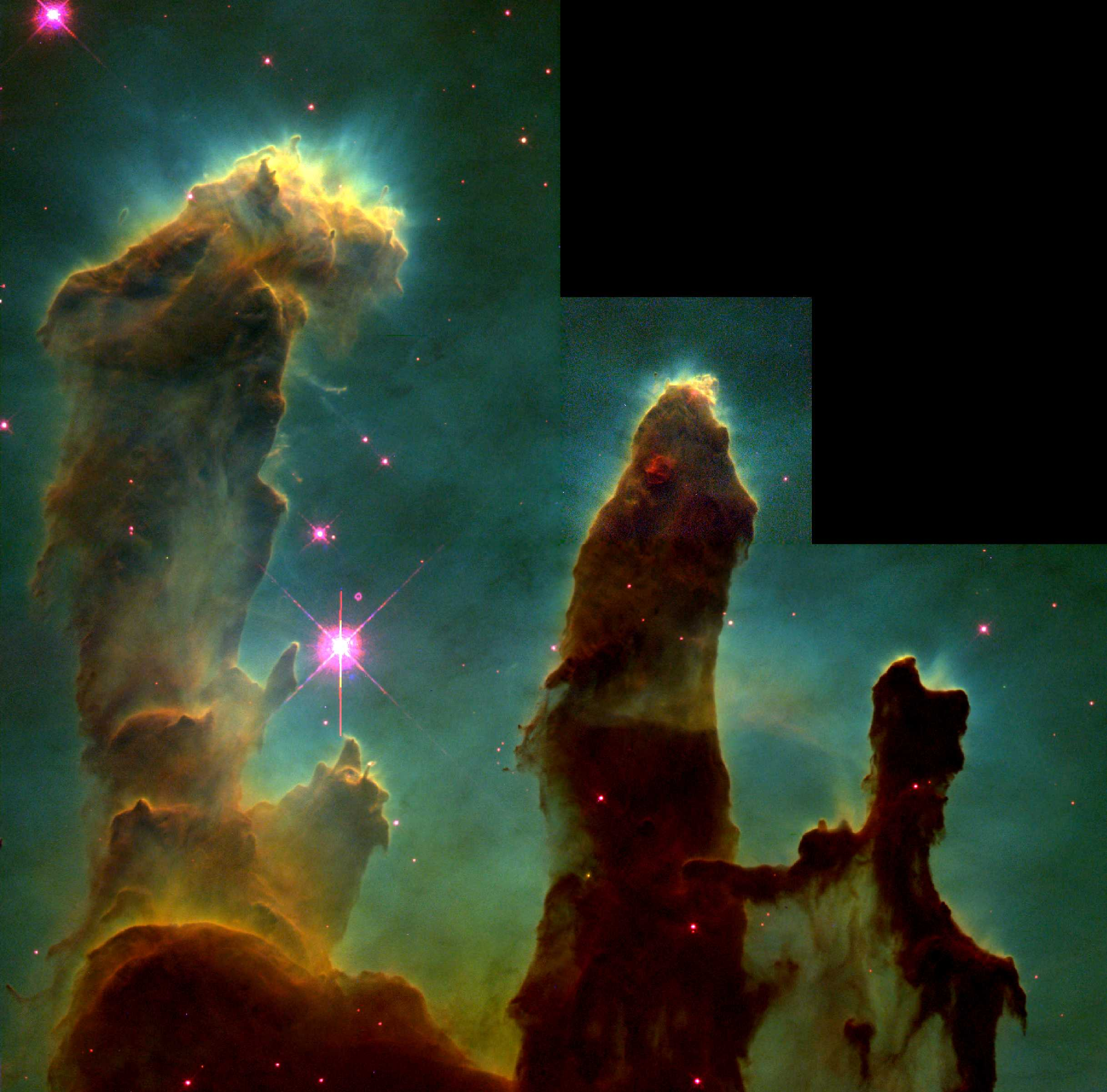
老鷹星雲中被稱為"創生之柱"區域的分子雲將被年輕的大質量恆星蒸發掉。

新形成的最熱和質量最大的恆星（被稱為OB星）會輻射出強烈的紫外線，不斷地將周圍分子雲的氣體電離，形成電離氫區（H II區）。來自大質量恆星的恆星風和輻射壓，開始將炙熱的電離氣體以匹配音速的速度驅散。在數百萬年後，星團將體驗第一次的核心坍縮超新星，它也會驅散附近的氣體。在大多數的情況下，這些過程將持續1,000萬年，然後這兒就不再會有恆星形成。儘管如此，大約會有一半的原恆星會被星周盤包圍著，而且其中有不少是吸積盤。
在分子雲的核心，大約只有30%至40%的氣體可以形成恆星，殘餘的氣體在被驅散的過程中會破壞還在形成過程中的恆星。因此，所有的星團中受害的嬰兒恆星質量都有明顯的下降，還有很大部分的嬰兒恆星夭折。在這一點上，疏散星團的形成將取決新形成的恆星彼此之間是否受到引力的約束，否則就會形成不受拘束的星協。即使像昴宿星團這樣的疏散星團，大約也只能保留三分之一原本的恆星，其餘未被約束的就會隨著氣體一併被排出。年輕的恆星就是這樣離開它們的出生地，成為銀河系中外來人口的一部分。
因為多數的恆星，但不是所有的恆星，都在星團中形成，所以星團成為建構銀河系的基塊。氣體暴力驅逐恆星的事件摧毀許多誕生中的星團，並在許多星團的型態和運動結構上留下它們的印記。大多數的疏散星團形成時至少都有100顆恆星和50倍太陽的質量，最大的可能有104太陽質量，而估計維斯特盧1的質量是5×104太陽質量，已經接近球狀星團了。疏散星團和球狀星團是兩種相當不同的群體，而不可能只是一個非常疏鬆的球狀星團和非常豐富的疏散星團在外觀上的差異。有些天文學家認為這兩種星團有著相同的形成機制，區別是允許非常豐富的球狀星團有可以形成數十萬顆恆星的條件，在銀河系中已經不存在了。
在一個分子雲中形成兩個或更多個獨立疏散星團的情況非常普遍。在大麥哲倫星系，霍奇301和R136形成於氣體的蜘蛛星雲內；在銀河系內也
是一樣，追溯畢宿星團和昴宿星團這兩個顯著的疏散星團在太空中的運動，表明它們是於6億年前在同一個星雲中形成。有時，在同一時間形成的兩個星團會形成聯星團，最好的例子就是英仙座的NGC 869和NGC 884雙星團（經常被誤稱為英仙座h和κ，其實h是鄰近的一顆恆星，而κ就是這兩個星團），而已知至少有10個這樣的雙星團存在著，在大麥哲倫星系和小麥哲倫星系有更多這樣的星團－在外部星系的比在銀河系內的更容易檢測，因為投影效果會造成銀河系內出現看似彼此接近的團。

## 型態和分類

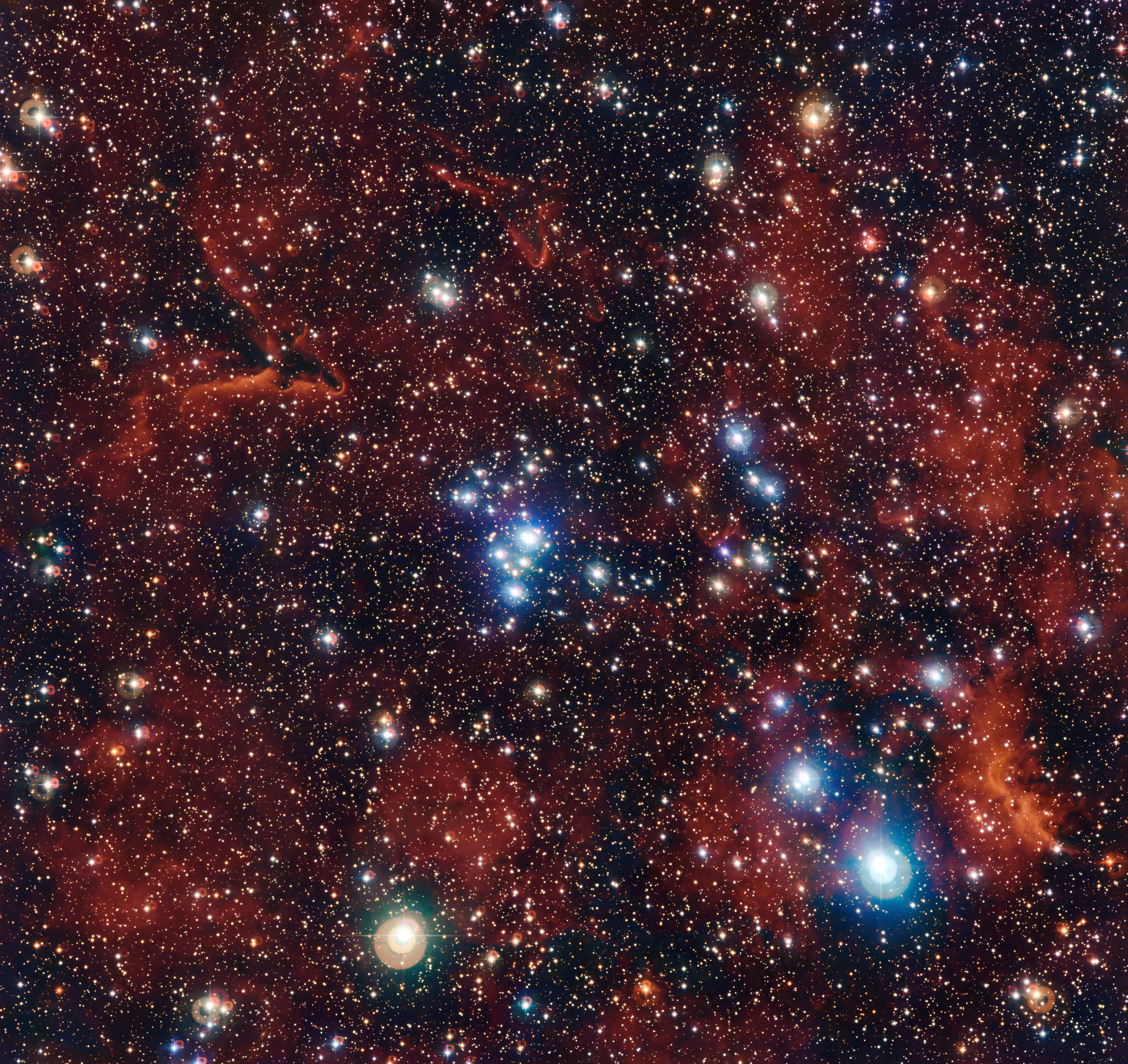
NGC 2367是一個嬰兒期的恆星集團，位於銀河系邊緣的一個巨大且古老結構的中心。

疏散星團的範圍從只有疏疏落落幾顆成員恆星到包含數千顆恆星的巨大集團。它們通常有相當獨特的密集核心，被有著瀰漫暈的恆星成員環繞著。核心的範圍通常在3-4光年，暈可以從核心延伸到約20光年。典型的恆星密度在核心是每立方光年大約1.5顆，而在太陽附近的密度是每立方光年0.003顆恆星。
依據羅伯特·朱利斯·川普勒在1930年就已經擬定的疏散星團分類法（特朗普勒分類法），以三個部份的組合顯示星團的特性：從1-4的羅馬數字表示恆星的凝聚度和相較於周圍星場區域的超脫性（從強到弱）；阿拉伯數字的1-3指示明亮成員的範圍（從小到大）；字母p, m或r表示星團中恆星數量是貧乏（p）、中等（m）、還是豐富（r）。後來追加字母n，以顯示團是否在星雲內。
在特朗普勒分類法中，昴宿星團的類型是I3rn（強集中度，亮度差大，富含恆星，且置身於星雲之中）；然而附近的畢宿團是II3m（較為分散，亮度差大，且成員較少）。

## 數量和分布

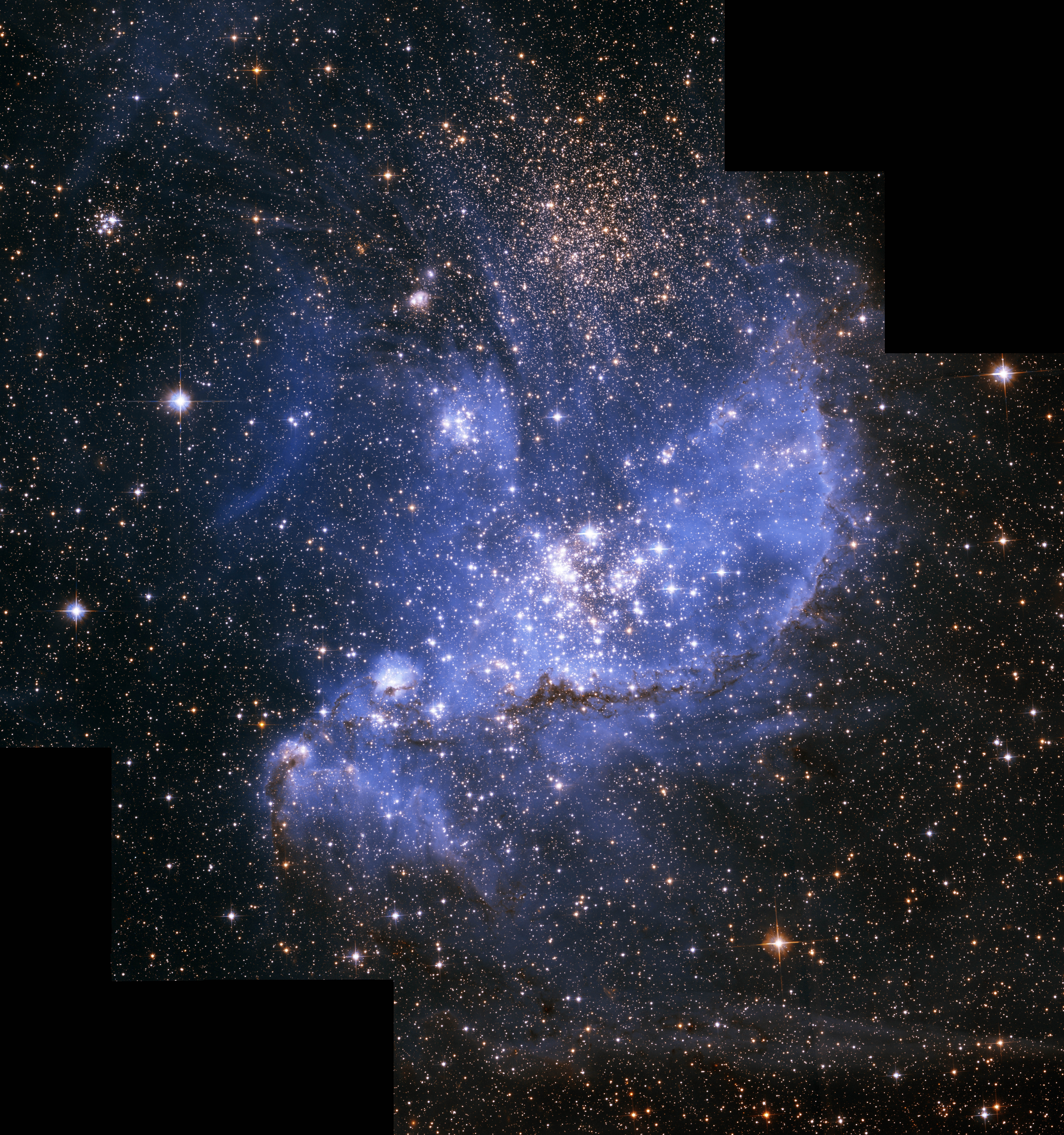
NGC 346是在小麥哲倫星系內的一個疏散星團。

在我們的銀河系內已知的疏散星團超過1,100個，但真實的數量可能高於這個數值的10倍。在螺旋星系，大多數的疏散星團都被發現位於螺旋臂上氣體密度最高之處，並且是多數恆星的誕生之處，而且通常在它們能夠離開螺旋臂之前就已經瓦解。疏散星團明顯的集中且接近銀河平面，在銀河系的高度尺度大約是180光年，相較之下銀河的半徑是50,000光年。
在不規則星系，疏散星團可以在散布在星系的各處，然而依然是氣體密度最高的地方。在橢圓星系尚未發現過疏散星團：橢圓星系的恆星形成於數百萬年前都已經停止，所以原本存在的疏散星團早已瓦解了。
在我們的銀河系，星團的壽命取決於分布的場所，在距離銀河中心越遠的場所越容易發現長壽的星團，且通常在銀河平面的上方或下方。越靠近銀河中心，潮汐力越強，增加了星團被瓦解的機率；同時巨分子雲也會造成趨近於銀河中心的星團瓦解，所以在星系內側的星團傾向於比外側同類型的星團年輕。

## 恆星的組合

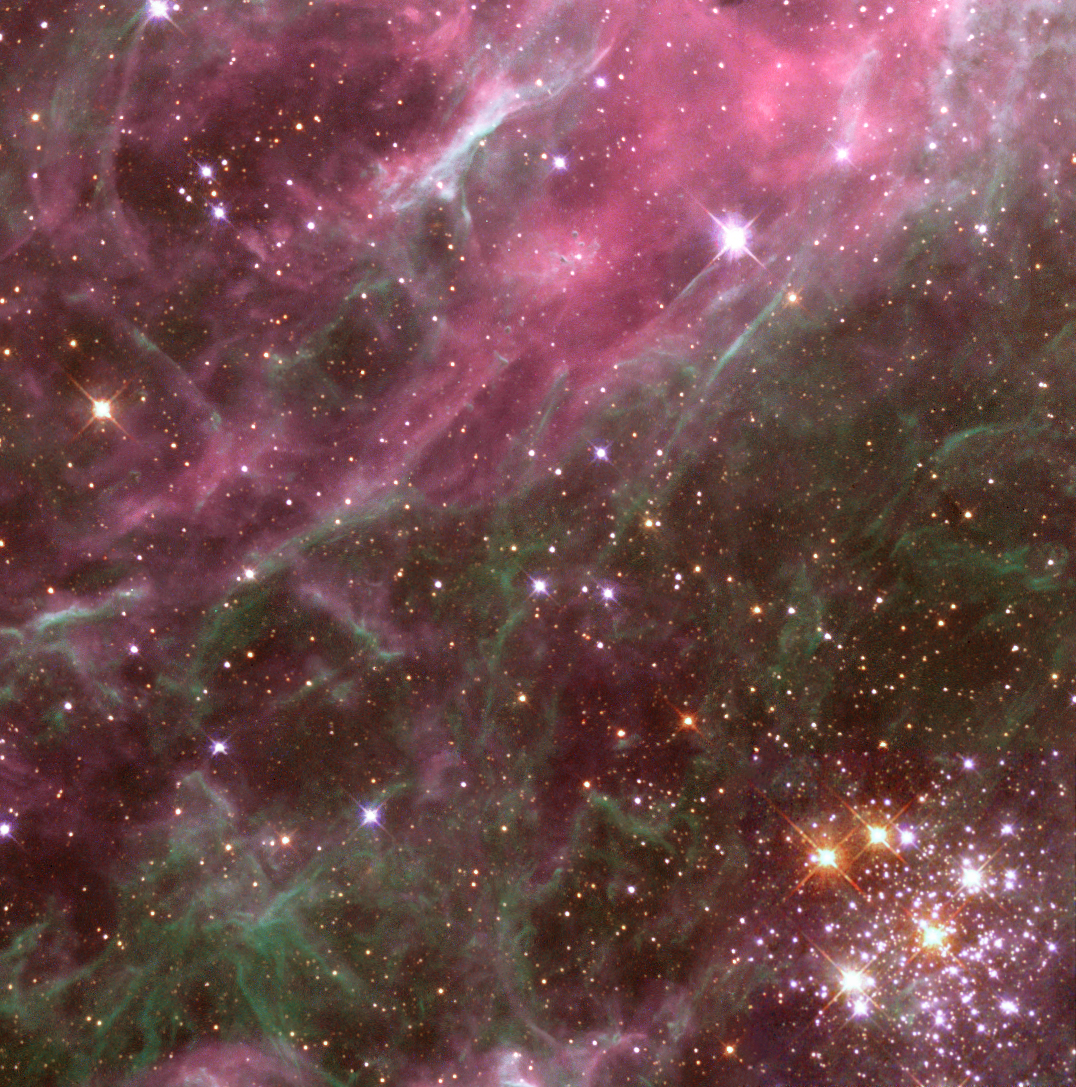
在右下角，有一個數百萬年老的星團，照亮了大麥哲倫星系內的蜘蛛星雲。

因為疏散星團往往在它們的恆星結束生命之前就潰散掉，所以來自它們的光往往是由年輕、炙熱的藍色恆星主導。這些恆星中最大的，壽命通常只有短短的幾千萬年，所以年長的疏散星團往往包含較多的黃色恆星。
一些疏散星團中的炙熱藍色恆星似乎比集團中的其他恆星年輕得多。這種藍掉隊星也在球狀星團中被觀察到，在非常密集的球狀星團核心，它們被認為是由於恆星的互相撞擊，形成一顆更大雨更熱的恆星。然而，疏散星團的恆星密度遠遠低於球狀星團，不能以恆星的相互撞擊來解釋觀察到的藍掉隊星數量。取而代之的是，大部分人認為可能起源於其他恆星在動力學上的交互作用，導致聯星系統凝聚成一顆恆星。
一旦經由核融合耗盡了核心供應的氫，中低質盎的恆星就會拋棄它們的外殼，形成行星狀星雲和演化成為白矮星。雖然，在大多數集團成員演化成白矮星之前，星團就會先瓦解，但疏散星團中的白矮星數量仍然遠低於基於星團年齡和恆星初始質量分布所預期的數量。一個缺乏白矮星的可能解釋，是當紅巨星驅散外殼成為行星狀星雲之際，物質損失的輕微不對稱，將恆星以每秒數千公里的速度將恆星踢出，而這樣的速度已足以將其彈出這個集團。
由於其高密度，在疏散星團的恆星之間近距離的接觸是很常見的。一個典型的集團，在0.5秒差距的半質量半徑可以有1,000顆恆星，平均每隔1,000萬年就會與另一顆成員內的恆星遭遇。在密度越高的集團，這個機率也越高。這些接觸對環繞在許多年輕恆星周圍的星周盤物質會有重大的影響。大盤面的潮汐攝動可能會導致巨大的行星和棕矮星的形成，在1,000天文單位或更遠的距離上產生寄生的天體。

## 最終的宿命

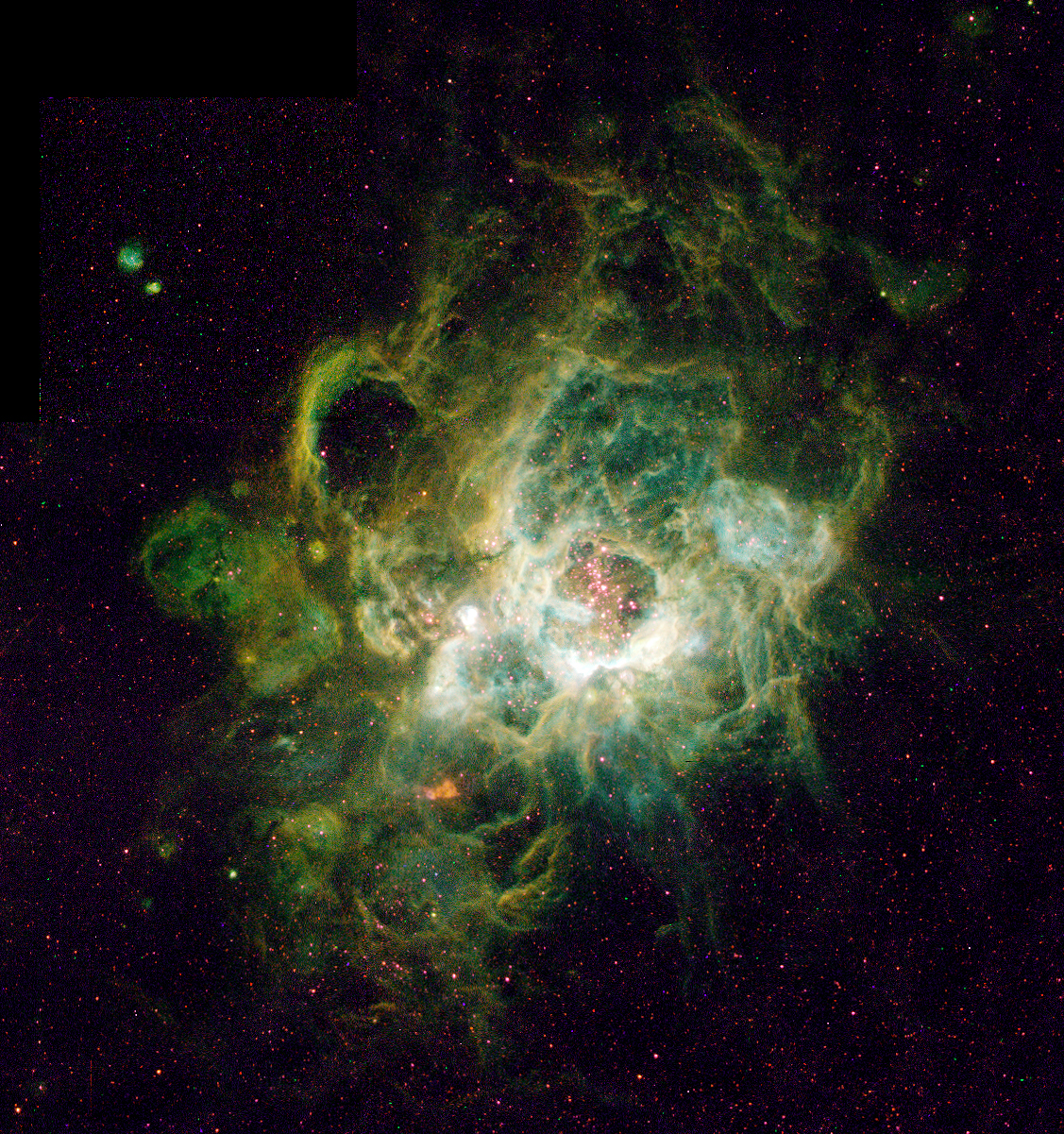
在三角座星系被電離氫區包圍的NGC 604是一個質量非常巨大的疏散星團。

許多疏散星團天生就不穩定，对一个質量足够小的恆星来说，逃离疏散星团系統的逃逸速度是低於星团中恆星的平均速度的，這使得星团在數百萬年內就會瓦解。在許多情況下，炙熱的年輕恆星的輻射壓会剝離原本形成星团的氣體，使系统的質量減少瓦解得更為迅速。
对于可以通过引力绑定在一起的那些质量足够大的星团而言，即使周围的星云耗散尽了还可以維持數千萬年，但是隨著時間的推移，內部和外部的物理机制都會驅散它們。在內部，恆星之間通过近距離接觸，會增加某些恒星的速度使其快过星团的逃逸速度。這樣的結果會導致星团成員逐漸“蒸發”。
在外部，大約每5億年左右一次，星團會受到外在因素的影响，例如近距離經過或穿越過分子雲。這樣的遭遇造成引力潮汐力，往往會引起星團的瓦解。最終，這個星團會成為星流，成员星体之间会距离太远而不足以成為星團，但所有的成員有著接近的速度，朝著相同的方向，類似流水般流動。星团瓦解的時間尺度取決於初始的恆星密度，更紧密聚集在一起的星团可以维持持更长時間。星团估计的半生命期，也就是失去原有成員一半的時間，其範圍從1億5,000萬年至8億年不等，具體取決於初始的密度。
当星团不再受引力綁定之後，很多成員恆星仍會以相似的軌跡在空間中運動，成為所謂的星協、移動星團或移動星群。在大熊座犁中的一些亮星，現在是大熊座移動星群的成員，之前就是同一个疏散星團的成員。最終，它們會以略為不同的相對速度，散落在銀河系的不同地方。如果我們發現一些原本無關的恆星有相似的速度與年齡，这个較大的恒星集團會被稱為星流。

## 恆星演化的研究

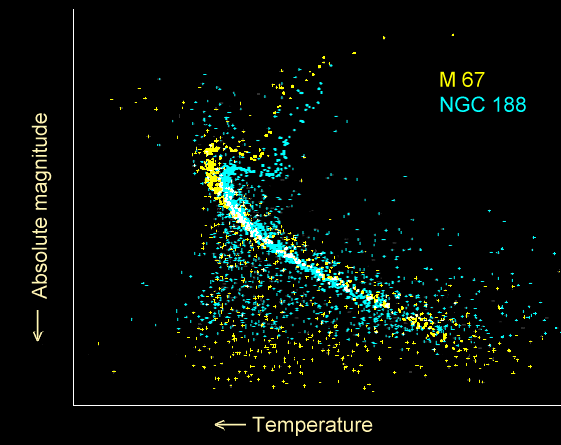
兩個疏散團的赫羅圖。NGC 188較老，因此主序帶的轉折點出現的位置顯然比M67為低。

當一個疏散星團的赫羅圖被製作出來，大部分的恆星會位於主序帶上，而質量最重的恆星已經離開主序帶，和演化成為紅巨星；在主序帶上的轉折點可以用來估計星團的年齡。
因為疏散星團中的恆星與地球的距離幾乎完全一樣，而且也幾乎在相同的時間以相同的材料構成，在集團之間表觀量度上的差異只是由於它們質量。這使得疏散星團在恆星演化的研究上非常有用，因為在比較另一顆恆星時，許多的變數和參數都是固定的。
研究疏散星團中恆星的鈹與鋰豐度，能夠給予恆星和其內部演化的重要線索。在氫核的溫度高到1,000萬K之前，不能融合生成氦，而鋰和鈹分別在250萬K和350萬K的溫度就會被摧毀。這意味著它們的豐度強烈的依賴發生在恆星內部混合的多寡。通過研究疏散星團中的豐度，像年齡和化學成分的變數會被固定住。
研究表明，這些輕元素的豐度比恆星演化模型預測的要低得多。雖然不能完全解釋豐度偏低的原因，一個可能性是恆星內部的對流區域超過輻射的區域，而輻射通常是傳輸能量的主導模式。

## 天體距離尺度

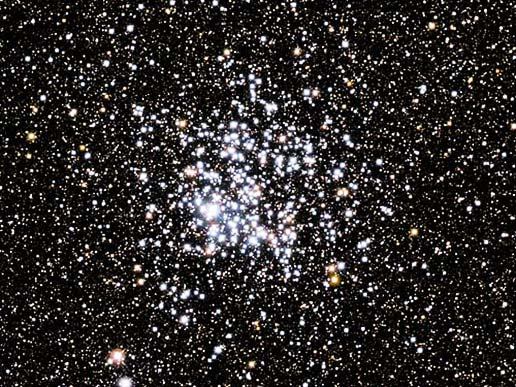
野鴨星團是靠近銀河系中心，恆星數量相當豐富的一個疏散星團。

判定天體的距離是理解它們的關鍵，但絕大多數的天體都因為距離太遠而無法直接確定它們的距離。校準天文距離尺度要使用一系列互相關聯的間接但有時不能確定的途徑，從可以直接測量的距離，到越來越遙遠的距離。疏散星團是這個序列中關鍵的一步。
最近的疏散星團可以直接用兩種方法財測量它們的距離。第一種是視差（地球在一年當中軌道位置的變化，從太陽的一側移動到另一側造成的視位置微小變化），可以像測量單獨的恆星一樣，測量鄰近的疏散星團中的恆星相對於遙遠天體的位置變化。例如距離都在500光年以內的昴宿星團、畢宿星團和其它少數幾個疏散星團，都近到可以用這種方法精確的測量。來自依巴谷位置測量衛星已經精確的測量出幾個疏散星團的距離。
另一種直接測量的方法是所謂的移動星團法，這依賴於集團中的恆星分享共同的運動穿越空間的事實。測量星團成員的自行，和繪製出它們在天空中的運動，明顯的揭示出它們將收斂在一個消失點。從都卜勒位移測量它們的光譜，可以確定它們的徑向速度；一旦逕向速度、自行、和從星團到消失點的角距離都知道了，利用簡單的三角學就可以揭露星團的距離。畢宿星團是利用這種方法得到最準確的距離數值，顯示它的距離是46.3秒差距。
一旦建立了鄰近星團的距離，進一步的技術可以擴展到距離更遠的星團。利用與已知距離星團赫羅圖的主序帶與距離更遙遠的星團匹配，可以估計出更遙遠星團的距離。畢宿星團是距離最近的疏散星團：包括大部分北斗七星，距離只有畢宿星團的一半，但因為它不是疏散星團，只是恆星之間彼此沒有引力約束的星協。在我們的銀河系中，已知距離最遙遠的疏散星團是伯克利29，距離約為15,000秒差距。在本星系群中有許多的疏散星團也可以很容易的檢測到。
使用變星的週光關係至關重要，例如可以作為標準燭光的造父變星，能夠準確的校準疏散星團的距離。這些明亮的恆星在很遙遠的距離上依然可以檢測到，然後可以從本地群星系的距離，擴展到更遙遠的星系距離尺度。事實上，利用三顆經典造父變星測定出宿主NGC 7790的距離。天琴座RR變星太老了，難以和疏散星團關聯，反而是與球狀星團較有關係。

## 行星
疏散星團NGC 6811包含兩顆已知有行星系統的恆星：克卜勒66和克卜勒67。

## 進階讀物
- Kaufmann, W. J. . W H Freeman. 1994. ISBN 0-7167-2379-4.
- Smith, E.V.P.; Jacobs, K.C.; Zeilik, M.; Gregory, S.A. . Thomson Learning. 1997. ISBN 0-03-006228-4.

## 外部連結
- The Jewel Box (also known as NGC 4755 or Kappa Crucis Cluster) - open cluster in the Crux constellation @ SKY-MAP.ORG （页面存档备份，存于）
- Open Star Clusters @ SEDS Messier pages（页面存档备份，存于）
- A general overview of open clusters
- Open and globular clusters overview
- The moving cluster method
- Open Clusters - Information and amateur observations （页面存档备份，存于）
- Clickable table of Messier objects including open clusters